# André Hollande
André Hollande, né le 26 décembre 1913 à Nancy et mort le 29 janvier 1998 à Fontenay-lès-Briis, est un entomologiste et protistologiste français.

## Biographie
Il a travaillé en collaboration avec Pierre-Paul Grassé.
Au cours de la cinquième croisière du navire océanographique Président Théodore Tissier du 15 avril au 27 juin 1936, il effectua des études tant sur la systématique de la faune entomologique que se rapportant à la protistologie.